# Zelomera imitans
Zelomera imitans is een vlinder uit de familie tandvlinders (Notodontidae). De wetenschappelijke naam van deze soort is voor het eerst geldig gepubliceerd in 1882 door Butler.
De soort komt voor in tropisch Afrika.